# Hippeastrum iguazuanum
Hippeastrum iguazuanum är en amaryllisväxtart som först beskrevs av Pierfelice Ravenna, och fick sitt nu gällande namn av Theodore `Ted' Robert Dudley och M.Williams. Hippeastrum iguazuanum ingår i släktet amaryllisar, och familjen amaryllisväxter. Inga underarter finns listade i Catalogue of Life.